# 1636 Porter
För andra betydelser, se Porter (olika betydelser).
1636 Porter eller 1950 BH är en asteroid i huvudbältet, som upptäcktes 23 januari 1950 av den tyske astronomen Karl Wilhelm Reinmuth i Heidelberg. Den har fått sitt namn efter den amerikanske astronomen Jermain Gildersleeve Porter.
Asteroiden har en diameter på ungefär 8 kilometer och den tillhör asteroidgruppen Flora.